# فيكتور بوني كار
فيكتور بوني كار (بالإنجليزية: Victor Pony Carr)‏ هو لاعب كرة قدم ليبيري في مركز الهجوم، ولد في 12 مارس 1988 في مونروفيا في ليبيريا. شارك مع منتخب ليبيريا لكرة القدم. أما مع النوادي، فقد لعب مع نادي دلكورد ونادي ديوسجوري ويونيون دوالا.

## وصلات خارجية
- فيكتور بوني كار على موقع قاعدة بيانات كرة القدم.إي يو (الإنجليزية)